# Hermann Hensel
Hermann Hensel (* 16. April 1898 in Berlin; † 13. April 1974 in Rangsdorf) war ein deutscher Maler.

## Leben und Werk
Hensel war der Sohn eines Metallarbeiters im Berliner Arbeiterbezirk Wedding. Unter großen materiellen Entbehrungen absolvierte er in Berlin ein Ingenieur-Studium, bei dem er auch Vorlesungen von Albert Einstein hörte. Danach arbeitete er als Ingenieur bei der Berliner Verkehrsgesellschaft. In seiner Freizeit betätigte er sich als Maler und Zeichner. Dabei arbeitete er zeitweilig auch im Atelier des Malers Nikolaus Sagrekow (1897–1992), wo er sich die Technik der Ölmalerei aneignete. In der Zeit des Nationalsozialismus war Hensel obligatorisch Mitglied der Reichskammer der bildenden Künste. Es ist jedoch lediglich 1942 seine Teilnahme an der Großen Berliner Kunstausstellung bekannt.
Nach dem Ende des NS-Staats gehörte Hensel zu den Aktivisten der ersten Stunde, die das Berliner Kunstleben wieder in Gang brachten. Ab 1946 war er Mitglied im Berufsverband Bildender Künstler Berlins, eines Vorläufers des Verbands Bildender Künstler der DDR (VBK), und Kreistagsabgeordneter im Kreis Zossen. Er war 1946 Mitorganisator der I. Deutschen Kunstausstellung der Deutschen Zentralverwaltung für Volksbildung und u. a. mit dem Metallbildhauer Otto Sticht an ersten praktischen Arbeiten zum Aufbau der späteren Kunsthochschule Weißensee beteiligt. Als 1948 öffentlich „in völliger Offenheit und mit Leidenschaft“ eine Diskussion über Formalismus und Realismus in der bildenden Kunst geführt wurde, beteiligte Hensel sich, u. a. mit Hermann Bruse, Werner Heldt und Horst Strempel, an gemeinsamen Vorträgen, wobei er sich für den sozialistischen Realismus aussprach.
Hensel arbeitete als freiberuflicher Maler in Berlin-Hohenschönhausen und ab 1953 in Rangsdorf, im früher von Walter Kampmann und dessen Frau Kat (1908–1997) bewohnten Haus Herweghring 16. Er schuf u. a. eine Anzahl postumer Porträts wichtiger Persönlichkeiten. Sein Œuvre umfasste realistische Porträts, Landschaften und Figurenbilder, die vor allem den sozialistischen Aufbau in der DDR thematisieren. Viele Arbeiten entstanden in den 1950er/60er Jahren im Auftrag staatlicher Organisationen und Parteien. 1957 erhielt Hensel für das Porträt Prof. Albert Einstein (Mischtechnik, 102 × 82 cm) den Theodor-Fontane-Preis für Kunst und Literatur II. Klasse.
1958 unternahm Hensel eine mehrwöchige Studienreise nach Rumänien, auf der er eine Anzahl von Bildern schuf.
In den 1950er Jahren war Hensel zeitweilig der Lebensgefährte der Bildhauerin Lieselotte Dankworth.
Er starb 1974 in Rangsdorf und wurde auf dem dortigen Friedhof beigesetzt.

## Darstellung Hensels in der bildenden Kunst
- Frank Glaser: Bildnis des Malers Hermann Hensel (1967, Öl, 95 × 75 cm)[7]

## Werke (Auswahl)
- Berliner Droschke (Aquarell; 1942 auf der Großen Berliner Kunstausstellung)

- Druscharbeit (1950, Öl, 60 × 120 cm; von Wilhelm Pieck erworben)[8]

- Selbstbildnis (1953, Öl, 70 × 100 cm)[9]
- Bildnis Professor Max Planck (Mischtechnik, 102 × 82 cm; auf der Dritten Deutschen Kunstausstellung)

- Marcel Cachin (1958, Öl, 65 × 90 cm)[10]
- Johannes R. Becher (Öl, 140 × 90 cm, 1959; Auftragswerk; Kunstarchiv Beeskow)[11][12]
- Kindercafé in der Stalinallee (Öl; 125 × 76 cm; Kunstarchiv Beeskow)[13]
- Christl (1960, Öl)[14]

## Ausstellungen
- 1946: Berlin, Zeughaus Unter den Linden („I. Deutsche Kunstausstellung der Deutschen Zentralverwaltung für Volksbildung in der Sowjetischen Besatzungszone“)
- 1953, 1958, 1962/1963: Dresden, Dritte bis Fünfte Deutsche Kunstausstellung
- 1949: Dresden („Mensch und Arbeit“)
- 1958: Berlin, Bezirkskunstausstellung
- 1966: Potsdam („Aufbruch und Sieg. Die deutsche Arbeiterklasse in der Darstellung der Bildenden Kunst 1890 bis 1965.“)
- 1975: Potsdam, Bezirkskunstausstellung